# Saint-Sulpice, Ain

Saint-Sulpice este o comună în departamentul Ain din estul Franței.